# Cảng Đà Nẵng

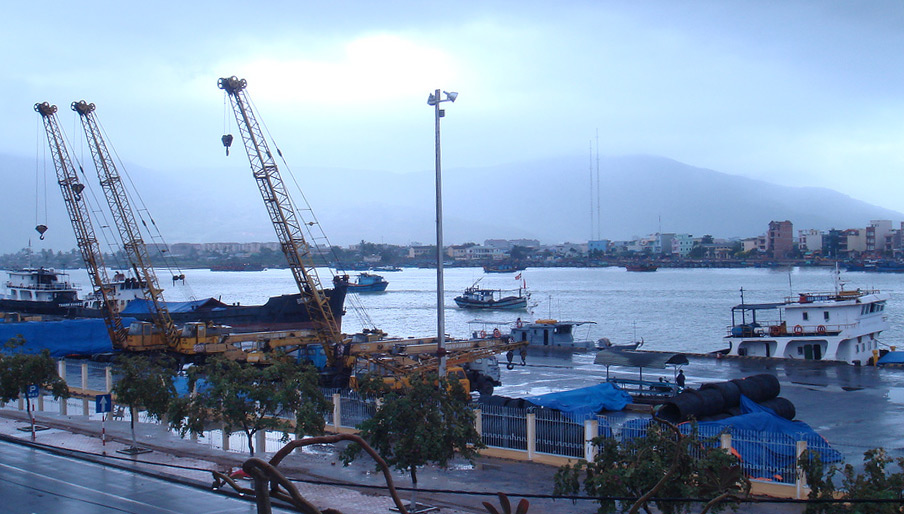
Cảng Đà Nẵng

Cảng Đà Nẵng hiện là một cảng biển tổng hợp quốc gia, đầu mối khu vực (cảng loại I) của Việt Nam nằm trong nhóm cảng duyên hải Nam Trung Bộ, song đang được Chính phủ Việt Nam quy hoạch để trở thành một cảng cửa ngõ quốc tế (cảng loại IA) trong tương lai.
Hiện nay, cảng Đà Nẵng có 3 khu bến: Tiên Sa - Sơn Trà, Liên Chiểu và Thọ Quang.
- Tiên Sa - Sơn Trà là khu bến chính và là bến cảng tổng hợp có luồng vào dài 8 km, độ sâu -12 m, có khả năng tiếp nhận tàu từ 3 vạn đến 5 vạn DWT, tàu container tới 4 nghìn TEU và tàu khách du lịch tới 10 vạn GRT. Cảng có tổng diện tích bãi là 21,87ha[1]. Theo quy hoạch của Chính phủ, khu bến này sẽ được nâng cấp để có thể đón nhận tàu tới 50 vạn DWT vào năm 2020. Sau khi cảng Liên Chiểu hoàn thành thì cảng Tiên Sa có khả năng sẽ được chuyển công năng sang cảng phục vụ du lịch.
- Liên Chiểu hiện nay là khu bến chuyên dùng gắn liền với Khu Công nghiệp Liên Chiểu, có khả năng tiếp nhận tàu tới 10 nghìn DWT, nhưng trong tương lai sẽ được nâng cấp để trở thành khu bến tổng hợp và thay khu bến Tiên Sa - Sơn Trà làm khu bến chính, có thể nhận tàu tới 80 nghìn DWT vào năm 2020, có khả năng đạt 46 triệu tấn/năm.
- Thọ Quang là khu bến phục vụ nhu cầu khai thác của khu bến cảng cá Thọ Quang và các cảng của Nhà máy quân sự trong quá trình xây dựng, hoàn thiện và tiếp nhận tàu trọng tải cho đến tàu 10.000DWT hành thủy và nâng cao năng lực chung cho toàn bộ tuyến luồng về công tác dân sự, quân sự tại khu vực này.[2]

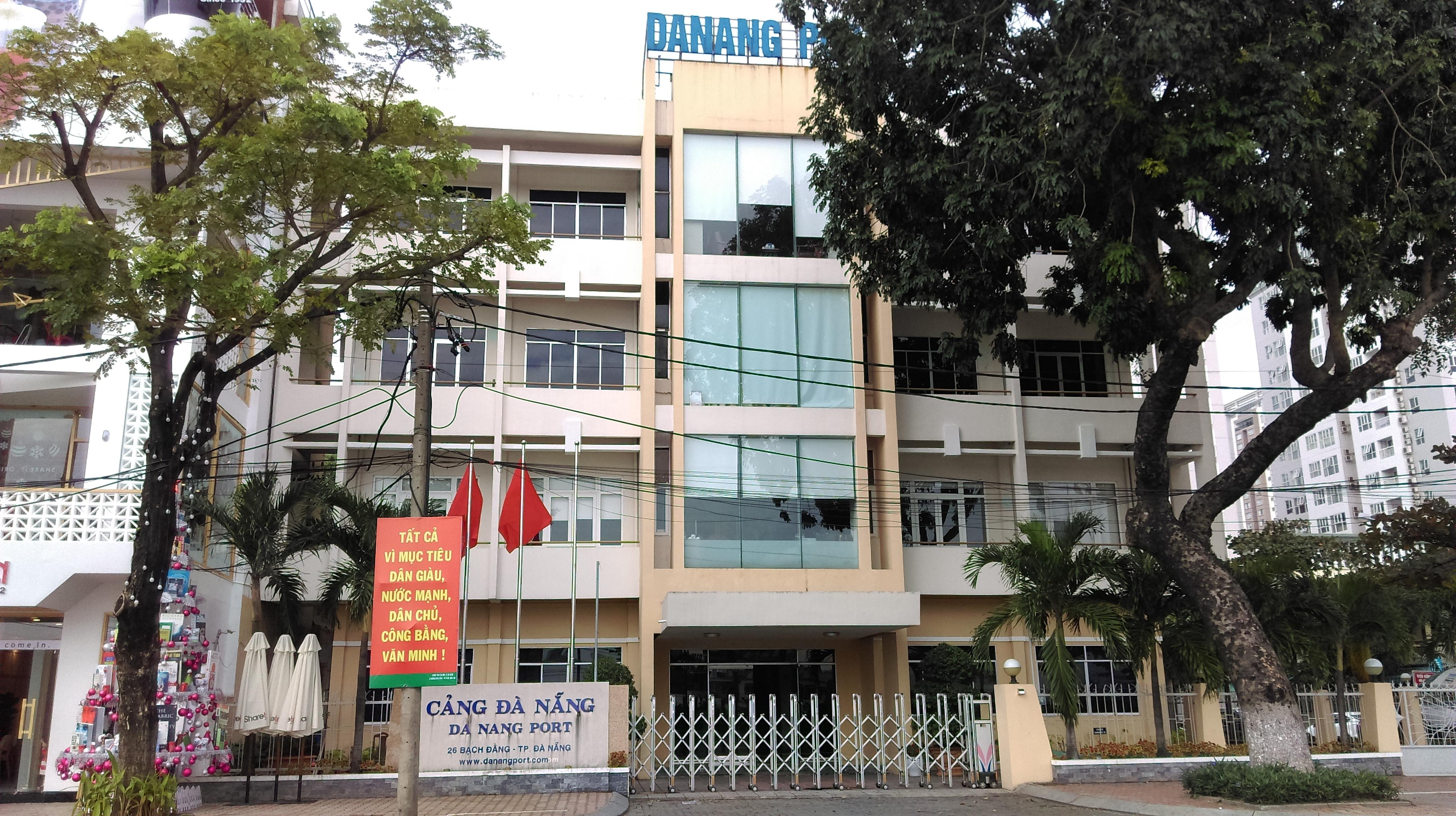
Văn phòng Cảng Đà Nẵng, 26 Bạch Đằng.